# Bryoceuthospora
Bryoceuthospora är ett släkte av bladmossor. Bryoceuthospora ingår i familjen Pottiaceae.
Kladogram enligt Catalogue of Life:
| Bryoceuthospora | \| \| Bryoceuthospora aethiopica \| \| \| \| \| \| Bryoceuthospora mexicana \| \| \| \| |
|                 | \| \| Bryoceuthospora aethiopica \| \| \| \| \| \| Bryoceuthospora mexicana \| \| \| \| |
|                 | Bryoceuthospora aethiopica                                                              |
|                 |                                                                                         |
|                 | Bryoceuthospora mexicana                                                                |
|                 |                                                                                         |